# Židovice (Jičíni járás)
Židovice község Csehországban, a Jičíni járásban. Židovice Kněžice, Slavhostice, Běchary, Vršce, Chroustov és Chotěšice településekkel határos. Lakosainak száma 104 fő (2024. január 1.).

## Népesség
A település lakosságának változását az alábbi diagram mutatja:
| Lakosok száma | 287  | 293  | 272  | 220  | 159  | 112  | 125  | 124  | 95   | 104  |
|               | 1869 | 1900 | 1921 | 1961 | 1980 | 2011 | 2016 | 2019 | 2021 | 2024 |